# Hexatoma (Eriocera) brevifurca
Hexatoma (Eriocera) brevifurca is een tweevleugelige uit de familie steltmuggen (Limoniidae). De soort komt voor in het Afrotropisch gebied.